# 陸榮廷
陆荣廷（1858年9月19日—1928年11月6日），原名亚宋，字幹卿，勇号捷勇巴图鲁,广西省思恩府武缘县（今广西壮族自治区南宁市武鸣区），壮族人，清末民初政治人物、军事将领，旧桂系首领。

## 生平

### 清末事迹
陆荣廷出身贫农，少年时代为生计而当盗贼并成为会党成员。 1882年，陆荣廷投降水口关的清军，并参加当地会党「三点会」。 1884年中法战争爆发，陆荣廷的團隊加入唐景崧的景字軍，成為清軍的一員與法國交戰。战争结束后，陆荣廷部隊遭到清朝政府以「游勇」身分裁撤，乃與其三點會幫眾复归土匪生活。但因為主要劫掠對象為法國軍隊，因此反而獲得地方民眾擁戴。
在法國的外交施壓下，清廷被迫處理陸榮廷部隊的問題。廣西邊防督辦蘇元春與陸榮廷談判，並說服其接受改編，光緒二十年（1894），陸榮廷部隊編入淮軍建字營中，稱為「建字前營」，陸榮廷获授幫帶。光緒二十二年（1896），受知州王方田命令剿匪，平定地方。光緒二十三年（1897），在清剿紅河土匪時，收編林俊廷。陸榮廷在廣西的地方治安作戰上屢有成績，在光緒二十六年（1900）升任建字營分統，光緒二十八年（1902）由王方田舉薦升任建字營統領。在光緒二十九年（1903）至三十一年（1905），廣西省發生廣西會黨起義，陸榮廷率領著建字營進行鎮壓，由於陸榮廷有會黨背景，因此對於相關清剿知識經驗均較為豐富，並有較佳的戰果。因其戰功，两广总督岑春煊任命其為「榮字軍」守備统领，陸榮廷自立後，指揮部隊擴大為5個營。
光緒二十九年下旬，廣西邊防大臣鄭孝胥上任，和岑春煊會商後決定將榮字軍移編給廣西邊防軍，鄭孝胥並同意榮字軍增編一營，規模擴大為6個營。然而在光緒三十年（1904），廣西民變態勢轉壞，岑春煊向鄭孝胥請求調回榮字軍協助剿匪，最後是鄭孝胥同意一部份榮字軍支援，一部份留守，但是陸榮廷在兩邊同時獲得部隊增援補充，加上增編的親兵營，榮字軍在光緒三十二年時規模大幅擴編為11個營。由於鄭孝胥稱病離職，並將其率領的武建軍撤出廣西，使得陸榮廷指揮的榮字軍成為廣西邊防軍的主力。
光緒三十二年（1906），陸榮廷赴日本考察軍事，並在日本秘密會見孫中山，加入中國同盟會。
光緒三十三年（1907）12月，孫中山發動丁未鎮南關之役，該役清軍派遣龍濟光與陸榮廷合作鎮壓。陆荣廷因军功而获赏给“捷勇巴图鲁”名号，后升任右江镇总兵（后调任左江镇总兵）。
1909年，升任广西边防督办。 1911年（宣统3年）6月，广西提督龙济光调往广东任职，陆荣廷接任广西提督。
在清朝末年，陸榮廷指揮的榮字軍原有11營，後在新軍改革時重編，廣西邊防軍先是更名邊官巡防隊，後又更名為前路巡防隊，前路巡防隊編有20隊，總和兵力超過6,000人，此成為陸榮廷在民國後作為舊桂系軍事領袖的中堅戰力。

### 治理两广

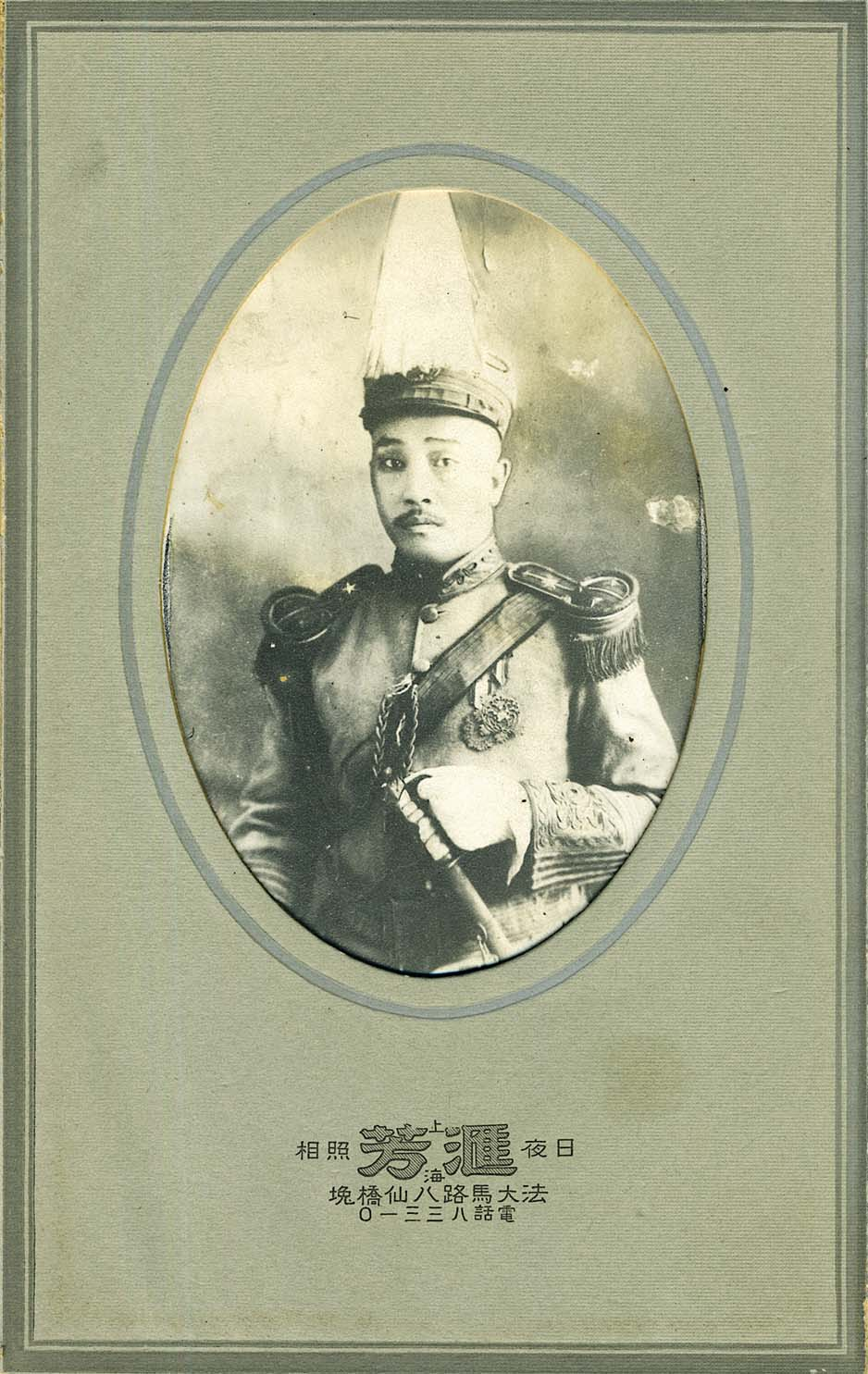
陸榮廷

1911年11月7日，广西巡撫沈秉堃响应武昌起義，宣布广西省独立，成立广西軍政府。当時，沈秉堃出任軍政府都督，广西布政使王芝祥及广西提督陸榮廷任副都督。不久，沈秉堃、王芝祥离开广西省，陸榮廷掌握广西省实权。由于过去曾镇压革命，陸榮廷同中国同盟会等革命派关系很坏，陸榮廷通过鎮压取得了省政的主導权，确立了桂軍的地位。
1912年2月8日，袁世凯正式任命陆荣廷担任广西都督。 1913年二次革命中，陆荣廷支持袁世凯，镇压广西省内起义的革命派。 1914年，获授将军府宁武将军，1915年获授耀武上将军。
1915年12月12日，袁世凯接纳国民代表推戴为皇帝，筹备登基，25日，蔡锷、李烈钧和唐继尧等人宣布云南独立，反对帝制，护国战争爆发，陆荣廷阳奉北京政府命令，支援粤军龙觐光進攻云南，暗地却请梁启超、岑春煊到广西。 1916年3月15日，陆荣廷、梁启超及陈炳焜等宣告广西省独立，参加护国军。有学者指出，陆荣廷之所以对袁世凯态度发生剧变，既是由于虑及舆论支持护国军，又是对广东都督龙济光受到袁世凯优遇不满，希望将势力范围扩大到广东。无论如何，陆荣廷宣布广西独立对袁世凯形成了强烈打击，1周之后的3月22日，袁世凯取消了皇帝即位。
陆荣廷率部进军湖南省，并派莫荣新率桂军进攻广东省。4月6日，龙济光宣言广东独立，5月1日，成立两广护国军都司令部，8日，又成立军务院，陆荣廷与龙济光、蔡锷等人担任抚军。6月6日，袁世凯病死，龙济光即于9日祕密取消独立，服从北京政府命令，因此护国军与粵军在韶州开战。7月6日，北京政府任命陆荣廷为广东都督，朱庆澜为广东省长，龙济光改任督办两广矿务，此时陆荣廷正在湖南，他未到任前，仍由龙济光署理广东都督。可是陆荣廷迟迟不入广东接任，8月18日，到达肇庆。10月初龙济光終撤离广州，陆荣廷才于13日深夜抵广州，就任广东督军，不久，陆荣廷因病请假，广东军务交谭浩明代理。1917年3月初，陆荣廷赴香港访问后，再往北京，4月10日，获黎元洪特任为两广巡阅使，确认了其对广东、广西两省的管辖权。27日，他返抵广州。

### 護法軍政府中的政争
1917年7月，孙文抵广州，鼓吹护法，邀请已被解散的国会议员南下重开国会，又推动西南各省联盟，拥陆荣廷为盟主，但是陆荣廷不为所动，留在广西。 8月31日，国会非常会议在广州议决组织中华民国军政府，又于9月1日推举孙文为大元帅，陆荣廷和云南督军唐继尧担任元帅，可是陆荣廷不信任孙文一众革命党人，又不愿与北京政府决裂，即于2日发电拒绝就任。 11月8日，段祺瑞政府突然任命陆荣廷为寧威上将军，要他到北京上任，改命龙济光为两广巡阅使。陆荣廷毫不理会，驻军梧州，紧盯着龙济光和广东政局（此时潮梅镇守使莫擎宇宣布服从中央命令，脱离广东，与粵军在惠州开战；督军陈炳焜被段祺瑞褫夺职务，改命省长李耀汉兼任督军，李耀汉却不敢接任，但省內又不支持陈炳焜留任）。1918年5月，军政府改组，孙、陆、唐等7人出任总裁，实行集体领导，陆、唐就任总裁。同年8月，陆荣廷拥立岑春煊任主席总裁，陆荣廷率桂军掌握了护法军政府的主导权。 岑春煊和陆荣廷倡导「南北和平」，同北京政府（特别是直系）进行交涉。
然而，岑春煊和陸榮廷对权力的垄断以及同北京政府的融合姿态遭到反对，孙文、唐绍仪、唐继尧、伍廷芳等其他总裁对他们采取敌对态度。此外，广东人对陸榮廷支配广东的反感逐渐提升。1920年7月，在孙文支持下，陈炯明率粤军讨伐岑春煊和陸榮廷，第一次粤桂战争爆发。同年10月，岑春煊被迫下野，11月桂军被逐出广东，撤回广西。

### 失勢下野

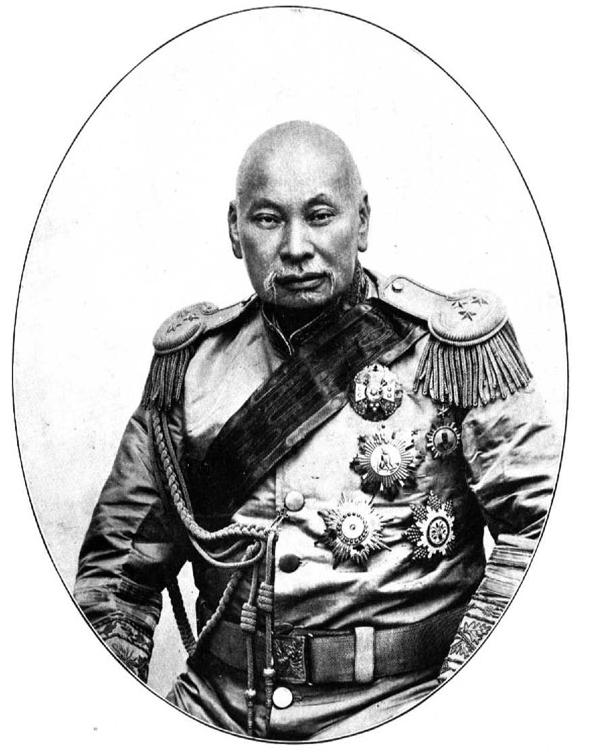
晚年的陆荣廷

陆荣廷丧失对广东的支配后，在北京政府的支援下，准备再进攻广东。 1921年6月，陈炯明接受孙文的「援桂」指示，率粤军进攻广西省，第二次粤桂战争爆发。 7月，陆荣廷的心腹、广西边防军第2路总司令沈鸿英宣布投向孙文阵营。陆荣廷乃于南宁发表下野宣言。 9月末，最后的据点龙州丧失，陆荣廷逃往上海。
此後，陳炯明同孫文决裂，1923年11月，陸榮廷被北京政府任命为广西全省善後督办，重入南寧，再度成为广西省的統治者。但是，他未能完全掌握广西省，沈鴻英的勢力，以及李宗仁、白崇禧、黄紹竑领导的新桂系同陸榮廷对抗。
在三足鼎立中，为对抗最强大的陆荣廷，沈鸿英与新桂系事实上形成联盟。 1924年4月，进军桂林的陆荣廷遭到沈鸿英包围及攻撃。在包围战进行期间的同年6月，新桂系趁机攻占南宁，并进攻陆荣廷的地盘。 8月，陆荣廷放弃桂林，退往全州，桂林被沈鸿英占领。同年9月，在沈鸿英的追撃下，陆荣廷丧失全州，被逐出广西省，逃往湖南省永州。 10月9日，陆荣廷在永州通電下野，並自此再無涉足軍政界。1928年11月6日，陆荣廷病逝於上海，享年70岁。

## 家庭
- 小舅：谭浩明（其父为谭泰源）
- 女婿：龙运干（其父为龙觐光）
- 子：陆裕光

## 逸聞
粵語有一俚語：「陸榮廷睇相——唔衰攞嚟衰」。相傳陸榮廷於某年喬裝窮人，並前往廣州一間城隍廟拜訪一名算命奇準的算命先生，卻被算命先生說他「唔衰攞嚟衰」，暗指他本來是貴人（軍閥），卻喬裝貧窮潦倒的樣子是自討苦吃。最後，陸榮廷果然於民初內戰中遭其他軍閥擊潰，失勢下野潦倒終老。